# Mic Michaeli
Mic Michaeli, właśc. Gunnar Mathias Michaeli (ur. 11 listopada 1962) – szwedzki pianista, klawiszowiec, od 1985 związany z grupą Europe.
Jest rozwiedziony, ma troje dzieci.